# The Producers (película de 1967)
The Producers (Por un fracaso millonario en Argentina, Con un fracaso... millonarios en Uruguay y Los productores en el resto de Hispanoamérica y en España) es una película estadounidense de 1967 dirigida por Mel Brooks y protagonizada por Zero Mostel y Gene Wilder. Es considerada como la película con mayores recaudaciones de 1968, además de ser catalogada como una de las más grandes comedias estadounidenses de todos los tiempos, de acuerdo con la publicación AFI's 100 años... 100 sonrisas del American Film Institute. Ganó el Óscar al mejor guion en 1968.
La película narra la historia de un productor corrupto de Broadway (Mostel) quien, con la ayuda de un contable (Wilder), tímido y compulsivo, planea, hacerse ricos produciendo el mayor fracaso de la historia de Broadway. La obra se caracteriza por un sentido del humor irreverente apoyado en acentos exagerados, estereotipos homosexuales, personajes nazis y muchos chistes sobre el propio mundo del espectáculo.
La película, la primera dirigida por Brooks —cuya serie, Superagente 86 (Get Smart), cocreado con Buck Henry, ya era un gran éxito televisivo de la época— estaba prevista originalmente con el título Springtime for Hitler (Primavera para Hitler), título utilizado en la película como título de la obra musical que producen.